# كأس ويلز 1947–48
كأس ويلز 1947–48 (بالإنجليزية: 1947–48 Welsh Cup)‏ هو موسم من كأس ويلز. فاز فيه Lovell's Athletic F.C. ‏.